# Зелиц
Зелиц (њем. Seelitz) општина је у њемачкој савезној држави Саксонија. Једно је од 61 општинског средишта округа Средња Саксонија. Према процјени из 2010. у општини је живјело 1.987 становника. Посједује регионалну шифру (AGS) 14522530.

## Географски и демографски подаци
Зелиц се налази у савезној држави Саксонија у округу Средња Саксонија. Општина се налази на надморској висини од 224 метра. Површина општине износи 31,2 km². У самом мјесту је, према процјени из 2010. године, живјело 1.987 становника. Просјечна густина становништва износи 64 становника/km².